# Kontextus (nyelvészet)
A kontextus terminus eredetileg az írott szövegre vonatkozik. Egyik meghatározása szerint szöveg olyan része, amelybe beleilleszkedik egy szó, egy egyszerű mondat, egy összetett mondat vagy egy több mondatból álló részlet. Egy másik definíció szerint a kontextus szöveg egésze az egyik entitásához viszonyítva. Ez az egész egy bizonyos jelentést ad annak az entitásnak, olyat, amely különbözhet az elszigetelt entitás jelentésétől, vagy attól, amellyel más szövegben rendelkezik. A köznyelvben ilyen entitásnak rendszerint a szót tekintik, amelyről azt mondják, hogy csak kontextusban van jelentése.
A kommunikációtanban és a nyelvészetben a terminust kiterjesztették a szóbeli kommunikációra is, és több kontextustípust állapítottak meg. Nincs egység e típusok megállapításában. Rendszerint megkülönböztetnek verbális vagy nyelvi kontextust, és szituációs kontextust, melyet kommunikációs, nyelven kívüli, nem nyelvi vagy nem verbális kontextusnak, valamint beszédhelyzetnek is neveznek. Ezekhez a típusokhoz Eugen Coșeriu  hozzáadja az idiomatikus kontextust. Ezt az a nyelv teszi ki, amelyben a kommunikáció folyik.

## Verbális kontextus
Verbális kontextus alatt egy adott nyelvi entitás szomszédsága értendő a beszéd- vagy az írásfolyamban, vagyis az, ami megelőzi vagy/és követi. Szó lehet jobboldali kontextusról, amely szimbóluma -X, baloldali kontextusról (X-) vagy kontextuskeretről (X – Y), melyben X és Y a szomszédok. A kontextus kerete az adott entitás természetétől függ: rendszerint a szótag a fonéma számára, a szó a morféma számára, a szószerkezet vagy a mondategység (egyszerű mondat, tagmondat) a szó számára.
Egyes szerzők belefoglalják a verbális kontextusba azokat a prozódiai elemeket is, amelyek az adott entitáshoz társulnak.
A verbális kontextus nyelvi entitások kontextuális változatait produkálja a nyelv mindegyik terén.
A hangtani kontextus allofónokat eredményezhet, azaz fonémák változatait. Például a spanyol nyelvben a /d/ fonémának két allofónja van, az egyik [d], amikor mássalhangzóval szomszédos (fonda [fonda] ’fogadó’), a másik [ð], két magánhangzó között (nada [naða] ’semmi’). Ugyanez a kontextustípus allomorfokat, azaz morféma fonológiai változatait is produkálhatja. Ilyen a francia nyelvben például a többes számú határozott névelő két változata, [le] és [lez], az előbbi mássalhangzóval kezdődő szó előtt, az utobbi magánhangzó előtt: les parents [leparã] ’a szülők’ vs. les enfants [lezãfã] ’a gyerekek’.
Az alaktani kontextust olyan mondatban lehet bemutatni, mint például a francia Jean va bien ’Jean jól van’, amelyben az ige személyalakját az határozza meg, hogy Jean egyes szám harmadik személyű.
Az előző példában a mondattani kontextus azzal, hogy a mondatnak szóval kifejezett alanya van (Jean), azt eredményezi, hogy az ige kijelentő módú. Alany hiányában az ige felszólító módú lenne ugyanabban az alakban.
E mondat szemantikai kontextusa azt határozza meg, hogy az ige jelentései közül (elsődleges jelentése ’megy’) az valósuljon meg, amely az egészségi állapotra vonatkozik, a bien szó révén.

## Szituációs kontextus
A szituációs kontextus azon körülmények összessége, amelyek között a kommunikáció történik. Azokon a jelentéseken túl, amelyeket a megnyilatkozás nyelvi szerkezete határoz meg, a megnyilatkozás általános jelentését is befolyásolja. Összetevőit tekintve nagyon összetett lehet. Coșeriu szerint ezek fizikai, empirikus, természeti, gyakorlati, történeti, kulturális jellegűek. Közülük az alábbiak jelennek meg különböző szerzők munkáiban:
- a kommunikációban résztvevők társadalmi és kulturális helyzete, melyet a szocializáció során (a családban, az iskolában) szerzett kulturális tudás mennyisége és minősége, annak zárt vagy nyitott jellege, az elsajátított hagyományok és szokások státusa és értéke az adott társadalomban, kultúrában és nyelvközösségben;[12]
- a résztvevők tapasztalatai;[5]
- az, hogy a résztvevők ismerik egymást vagy nem, ami azt eredményezi, hogy:[12]
  - az előbbi esetben a már megszerzett ismeretek alapján elvárások lépnek működésbe;
  - az utóbbi esetben a résztvevők a beszélgetésben szereznek egymásról információkat, amelyek alapján értékelik egymást, és akkor az általánosított, tipizált elvárások lépnek működésbe egy-egy felismert nyelvi norma részeként;
- a résztvevők társadalmi szerepe, amely csak részben függ össze a státussal;[12]
- a résztvevők kora és neme;[13]
- azok az információk, amelyekkel a résztvevők rendelkeznek;[4]
- a résztvevők hiedelmei általában, különösen pedig az, amit egymás hiedelmeiről feltételeznek;[11]
- a résztvevők szándékai, motivációi[12] és attitűdjei;[14]
- az, ami közös a résztvevők számára az összes fenti összetevő közül;[5]
- a kommunikáció helye és ideje.[11]

A szituációs kontextus általában meghatározza a beszélő által használt nyelvi regisztert, amely főleg jellegzetes szókincsben nyilvánul meg, de jellegzetes egyéb nyelvi vonásokban is. Például családi és baráti körben, egyenrangú munkahelyi kollégák között stb. a legvalószínűbb a fesztelen (társalgási) regiszter használata. Egymást nem ismerő vagy csak kevéssé ismerő, egyazon vagy nem egyazon rangú személyek között, a mindennapi élet kapcsolataiban (vásárlás, a közigazgatással való kapcsolatok, szakmai kapcsolatok stb.) a szokásos (hétköznapi) regiszter a normális. Magas szintű társadalmi és kulturális közegekben, a nagyon udvarias kommunikációban, szónoklatokban stb. inkább a választékos regiszter használatos.